# Richard Beekink
Richard Beekink (Utrecht, 20 oktober 1971) is een Nederlandse voetbalspeler.
Beekink maakte in 1996 zijn debuut bij FC Utrecht. Hij speelde ook voor RKC Waalwijk, Cambuur Leeuwarden en Haarlem voor hij verderging in het amateurvoetbal.